# Impfschaden
Impfschaden ist ein Begriff aus dem Entschädigungsrecht, definiert als „gesundheitliche und wirtschaftliche Folge einer über das übliche Ausmaß einer Impfreaktion hinausgehenden gesundheitlichen Schädigung durch die Schutzimpfung“. Ein Impfschaden liegt auch vor, wenn mit vermehrungsfähigen Erregern geimpft wurde und eine andere als die geimpfte Person geschädigt wurde. Dies war in Deutschland bis 2023 so im Infektionsschutzgesetz (IfSG) geregelt, und seither im §24 des neuen SGB XIV.

## Abgrenzung

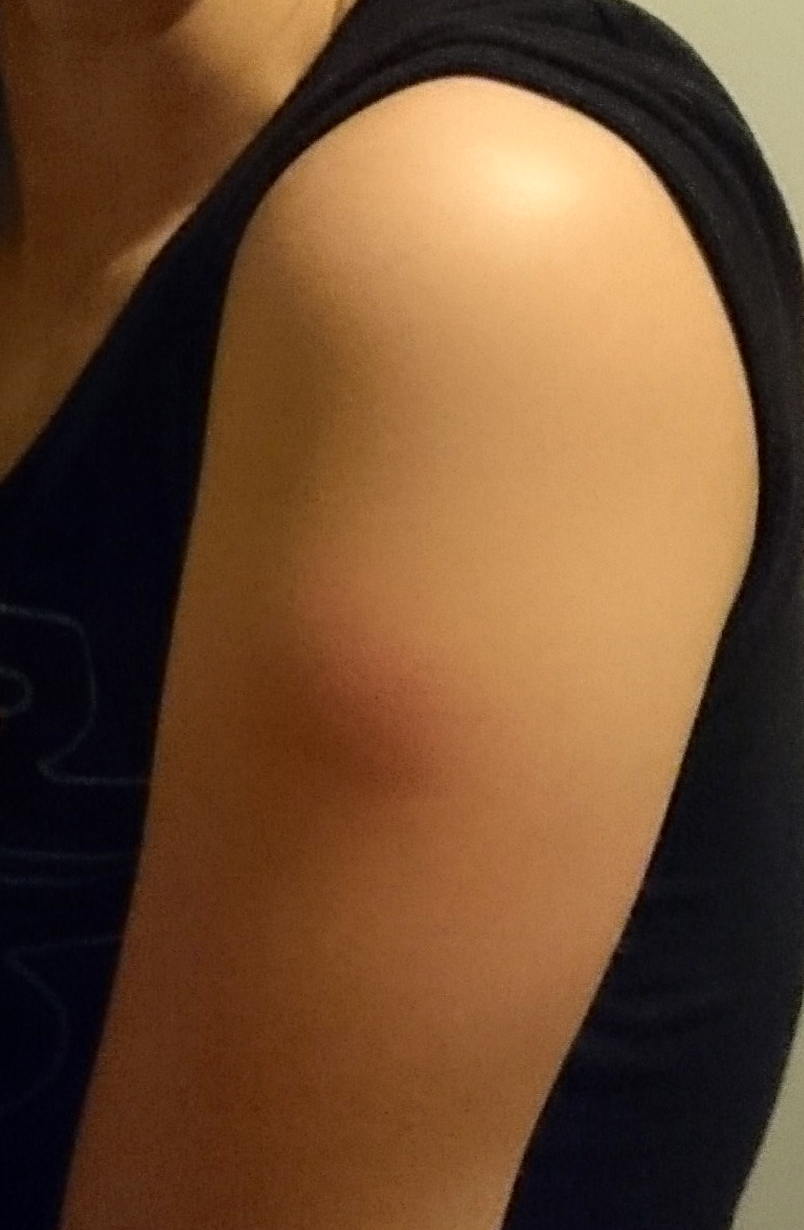
Am Tag nach einer Tetanus-Impfung kann in einem von vier Fällen eine Schwellung auftreten – kein Impfschaden, sondern die Impfreaktion.

Vom Impfschaden zu unterscheiden ist die Impfreaktion, die in Form von leichter Rötung, Schmerzen oder Schwellung an der Injektionsstelle vorkommen kann und in der Regel durch die gewünschte Immunreaktion selbst ausgelöst wird. Diese vorübergehenden Lokal- oder Allgemeinreaktionen sind weder melde- noch entschädigungspflichtig. Impfkomplikationen sind eine über das übliche Ausmaß einer Impfreaktion hinausgehende gesundheitliche Schädigung und müssen vom Arzt oder Heilpraktiker gemäß IfSG § 6 Abs. 1 Nr. 3 IfSG an das Gesundheitsamt gemeldet werden. Dieses muss diesen Verdacht gemäß § 11 Abs. 4 IfSG pseudonymisiert der zuständigen Landesoberbehörde sowie dem Paul-Ehrlich-Institut (PEI, Bundesinstitut für Impfstoffe und biomedizinische Arzneimittel) melden. Die Meldungen werden als Verdachtsfälle von Impfkomplikationen geführt.
Der Umfang eines Impfschadens kann sehr vielgestaltig sein und ist unter anderem abhängig von der Art der Impfung, der Impfanamnese, dem Alter des Patienten und der Art des Impfstoffs.
Vermeintliche Spätfolgen von Impfungen wie insbesondere Autismus oder Allergien wurden in wissenschaftlichen Studien widerlegt.

## Überwachung von Impfungen
Aufgrund der gesundheitlichen Bedeutung für die Betroffenen und das Gesundheitssystem unterliegen Impfungen einer ständigen Überwachung auf Impfschäden (Pharmakovigilanz). Eine Übersicht von 138 prospektiven klinischen Studien an großen Zahlen gegen Masern, Mumps, Röteln und Windpocken geimpfter Kinder kam 2019 zu dem Ergebnis, dass das Risiko von Impfschäden im Verhältnis zu den Risiken der beimpften Krankheiten gering sei.
Seit 2001 gilt für Ärzte in Deutschland die im Infektionsschutzgesetz (IfSG) verankerte „Meldeverpflichtung eines Verdachtes einer über das übliche Ausmaß einer Impfreaktion hinausgehenden gesundheitlichen Schädigung“. Für Ärzte besteht eine Meldepflicht an das Gesundheitsamt, wenn nach einer Impfung auftretende Symptome in einem ursächlichen Zusammenhang mit der Impfung stehen könnten und über eine Impfreaktionen hinausgehen. Die tatsächliche Häufigkeit von Impfnebenwirkungen kann man nur mit Hilfe aktiv erfassender Pharmakovigilanzsysteme oder auf die jeweilige Impfkomplikation ausgerichteter klinischer Studien feststellen. Das PEI stellt seit Mai 2007 alle gemeldeten Impfnebenwirkungen in einer Datenbank zur Einsichtnahme zur Verfügung („DB-UAW“). Das Bundesinstitut für Arzneimittel und Medizinprodukte und das PEI veröffentlichen diesbezüglich mehrmals im Jahr gemeinsam ein Bulletin zur Arzneimittelsicherheit mit den aktuellsten Ergebnissen zu Impfkomplikationen. Wissenschaftliche Mitarbeiter vom PEI bewerten einen möglichen Zusammenhang zwischen Impfung und unerwünschten Arzneimittelwirkungen (UAW) bzw. der Verdachtsfallmeldung gemäß Kriterien der WHO.
Das PEI registriert etwa zwischen 3.000 bis 4.000 Verdachtsfälle von Impfkomplikationen pro Jahr, davon sind ca. ein Drittel schwerwiegend. Es handelt sich um Fälle, die zunächst im Verdacht stehen, kausal etwas mit der Impfung zu tun zu haben – das bedeutet „also nicht ohne Weiteres, dass ein ursächlicher Zusammenhang existiert“. Die am häufigsten gemeldete Nebenwirkung ist Fieber (5,66 Prozent), gefolgt von Erythem (2,95 Prozent) und Kopfschmerzen (2,78 Prozent). Die allermeisten aufgeführten Nebenwirkungen wurden dabei nur ein einziges Mal gemeldet.
Im Jahr 2016 wurden 3.673 Einzelfallmeldungen über Verdachtsfälle von Impfnebenwirkungen/Impfkomplikationen erfasst, davon 1.080 schwerwiegende Verdachtsfälle nach Impfungen, die Zahl der UAW lag 2016 bei 12.180. Dies liegt daran, dass ein Verdachtsfall mehrere UAWs enthalten kann. Die schwerwiegenden Verdachtsfälle beinhalteten 15 Todesfälle und 53 Fälle mit bleibenden Schäden. Bei den Todesfällen konnte in keinem einzigen Fall ein ursächlicher Zusammenhang mit den Impfungen festgestellt werden. Von den 53 Fällen mit bleibenden Schäden war bei 24 ein möglicher, sehr wahrscheinlicher oder sogar unzweifelhafter Zusammenhang mit Impfungen gegeben. Zwischen 2005 und 2009 wurden von den 10.600 gemeldeten Verdachtsfällen 169 als Impfschäden anerkannt; die Vertragsärzte rechnen Jahr für Jahr über vierzig Millionen Impfungen über die Kassenärztlichen Vereinigungen mit den gesetzlichen Krankenkassen ab.
Ein Verstoß gegen die gesetzliche Meldepflicht kann in Deutschland mit einer Geldbuße von bis zu 25.000 Euro geahndet werden (§ 73 Abs. 1 und 2 IfSG). Nicht meldepflichtig sind hingegen Impfreaktionen, etwa kurzzeitige vorübergehende Lokal- und Allgemeinreaktionen, die als Ausdruck der Auseinandersetzung des Organismus mit dem Impfstoff anzusehen sind. Impfdurchbrüche müssen Ärzte ebenfalls melden. Einen Verdacht auf Impf-Nebenwirkungen können Betroffene und ihre Angehörigen auch selbst auf einem Web-Formular des Bundesinstituts für Arzneimittel und Medizinprodukte und des Paul-Ehrlich-Instituts melden.

## Haftung in Deutschland

### Soziales Entschädigungsrecht
Erleidet eine Person durch eine Schutzimpfung eine gesundheitliche Schädigung, erhält sie nach der Schutzimpfung wegen des Impfschadens auf Antrag Leistungen nach SGB XIV (früher§ 60 Abs. 1 IfSG; seit 1. Januar 2024 im SGB XIV). Es handelt sich um einen Aufopferungsanspruch nach den Grundsätzen des sozialen Entschädigungsrechts, mit dem ein individueller Gesundheitsschaden durch eine ansonsten der Gesellschaft allgemein nützliche Maßnahme (Impfung zum Schutz vor übertragbaren Krankheiten, § 2 Nr. 9 IfSG) abgegolten wird. Wegen des hohen Interesse des Staates an Impfungen und Maßnahmen der spezifischen Prophylaxe enthielt § 61 IfSG eine Beweiserleichterung zugunsten des Geschädigten (2024 aufgehoben und aufgegangen in der gleichlautenden Regelung im § 4 Abs. 4 SGB XIV): „Zur Anerkennung einer Gesundheitsstörung als Schädigungsfolge genügt die Wahrscheinlichkeit des ursächlichen Zusammenhangs. Sie ist gegeben, wenn nach dem aktuellen Stand der medizinischen Wissenschaft mehr für als gegen einen ursächlichen Zusammenhang spricht.“
Das galt seit dem 27. Dezember 2020 auch bei einer Schutzimpfung gegen das Coronavirus SARS-CoV-2 aufgrund der Coronavirus-Impfverordnung nach § 20i Abs. 3 SGB V. „Bei den bestätigten Impfschäden handelt es sich etwa um Fälle von Herzmuskelentzündungen, Beinvenen- und Sinusvenenthrombosen, Erschöpfungssyndromen oder Herzleistungsminderung“. Bis Januar 2024 wurden 467 von ca. 12.000 gestellten Anträgen bewilligt. Im selben Zeitraum wurden rund 65 Millionen Menschen geimpft.

### Gefährdungshaftung des pharmazeutischen Unternehmers (Herstellers)
Die Haftung für Arzneimittelschäden ist in §§ 84 ff. des Arzneimittelgesetzes (AMG) speziell geregelt. Das Produkthaftungsgesetz (ProdHaftG) ist nicht anwendbar (§ 15 ProdHaftG). Nach § 84 AMG haftet der pharmazeutische Unternehmer, der das Arzneimittel in den Verkehr gebracht hat, wenn infolge der Anwendung ein Mensch getötet oder der Körper oder die Gesundheit eines Menschen nicht unerheblich verletzt wird, für den daraus entstandenen Schaden dem Verletzten gegenüber. Arzneimittel im Sinne des AMG sind auch Impfstoffe (§ 4 Abs. 4, § 2 Abs. 1 AMG).

#### Haftungserleichterung bei COVID-19-Impfung
Abweichend von § 84 AMG haften Hersteller von Impfstoffen, die durch das Bundesgesundheitsministerium als Reaktion auf die vermutete oder bestätigte Verbreitung des SARS-CoV-2-Erregers in den Verkehr gebracht werden, nur bei Vorsatz oder grober Fahrlässigkeit. Das ergibt sich aus § 3 Abs. 4  der aufgrund Art. 5 Abs. 3 des EU-Gemeinschaftskodex für Humanarzneimittel sowie § 5 Abs. 2 Nr. 4 lit. a IfSG erlassenen Rechtsverordnung des Bundesgesundheitsministeriums zur Sicherstellung der Versorgung der Bevölkerung mit Produkten des medizinischen Bedarfs bei der durch das Coronavirus SARS-CoV-2 verursachten Epidemie vom 25. Mai 2020.

### Arzthaftung
Der die Impfung durchführende Arzt haftet sowohl aus dem Behandlungsvertrag (§ 630a BGB) als auch aus Delikt (§ 823 BGB) für ein sorgfältiges und am Stand der medizinischen Wissenschaft orientiertes Vorgehen.

### Anspruchskonkurrenz
Neben dem öffentlich-rechtlichen Entschädigungsanspruch bestehen zivilrechtliche Haftungsansprüche fort. Ansprüche aus dem allgemeinen Aufopferungsgedanken sind gegenüber Schadensersatzansprüchen jedoch grundsätzlich subsidiär. Hersteller und Arzt werden daher nicht durch die §§ 60 ff. IfSG von ihrer Haftung befreit. Der Geschädigte kann seine zivilrechtlichen Haftungsansprüche aber nicht mehr geltend machen, da diese gem. § 63 Abs. 4 IfSG, § 81a BVG auf das entschädigungspflichtige Land übergehen.

## Österreich

### Impfschadengesetz
Das Impfschadengesetz vom 3. Juli 1973 wurde ursprünglich geschaffen, um im Zusammenhang mit der bis zum 31. Dezember 1980 verpflichtenden Pockenschutzimpfung Geschädigten einen gesetzlichen Anspruch auf Entschädigung gegen den Staat zu gewähren. Grundgedanke der Entschädigung ist derjenige der Aufopferung. Die Risiken einer Impfung, die der Einzelne für das allgemeine Wohl eingeht, soll er nicht selbst tragen müssen. Zugleich soll durch die pauschale Zusage einer staatlichen Entschädigung die allgemeine Impfbereitschaft gestärkt werden. Das Impfschadengesetz gilt gem. § 1 Nr. 1 ausdrücklich auch für Schäden durch Schutzimpfungen auf Grund des Bundesgesetzes über die Impfpflicht gegen COVID-19 (COVID-19-Impfpflichtgesetz).
Die Impfung muss eine schwere Körperverletzung oder Dauerfolgen bzw. den Tod herbeigeführt haben. Über Ansprüche auf Entschädigung entscheidet das Bundesamt für Soziales und Behindertenwesen.
Ein über den zugesprochenen Entschädigungsbetrag hinausgehender Verdienstentgang kann nach den allgemeinen zivilrechtlichen Vorschriften gegenüber dem Hersteller des Impfstoffs oder dem verabreichenden Arzt wegen eines Behandlungs- oder Aufklärungsfehlers geltend gemacht werden.
Die meisten der 370 Fälle im Jahr 2021 betrafen die Corona-Impfungen, insbesondere Patienten, die aufgrund einer Herzmuskelentzündung sowie einem vorbestehenden Herzschaden eine dauerhafte Leistungseinschränkung oder Patienten, die aufgrund einer Thrombose z. B. einen Nervenschaden oder eine Gehbeeinträchtigung erlitten haben. Fünf Personen wurde eine einmalige pauschalierte Geldleistung in der Höhe von durchschnittlich 1.580 Euro zuerkannt, zwei Personen erhielten eine befristete Rente in durchschnittlicher Höhe von 900 Euro. Insgesamt wurden in Österreich rund 18 Mio. Impfungen gegen das Coronavirus gemeldet (Stand: 16. März 2023).

### Statistik zu Impfreaktionen
In Österreich wurden zwischen 2007 und 2016 etwa 32 Millionen Impfungen gegeben und 19 Impfschäden registriert.
| Häufigkeit              | Art                                                    | Lebendimpfstoff      |
| ----------------------- | ------------------------------------------------------ | -------------------- |
| sehr häufig bis häufig  | Fieber, Unwohlsein, Kopfschmerzen, Exanthem, Durchfall | alle, MMR, V, OPV    |
| gelegentlich bis selten | Parotitis, generalisierte Lymphadenitis                |                      |
| äußerst selten          | Paresen, Enzephalitis, Neuropathien                    | OPV, MMR, Gelbfieber |

| Häufigkeit  | Art                                                                 | Totimpfstoff |
| ----------- | ------------------------------------------------------------------- | ------------ |
| häufig      | Lokalreaktionen, Unwohlsein, Fieber (Kinder > 38 °C), Kopfschmerzen | alle         |
| selten      | Gelenkbeschwerden, Krampfanfälle                                    | HBV          |
| sehr selten | Kollaps, (Poly-)Neuropathie                                         | alle         |

## Schweiz

### Haftung des Impfstoffherstellers
Der Impfstoffhersteller haftet gestützt auf das Produktehaftpflichtgesetz. Der Bund kann sich gegenüber dem Hersteller eines Heilmittels jedoch in einer Vereinbarung verpflichten, den Schaden zu decken, für den der Hersteller als Folge einer vom Bund empfohlenen oder angeordneten Verwendung einstehen muss (sog. Schadensdeckung des Bundes, Art. 70 EpG). Diese Regelung bezweckt, ein erhöhtes Herstellerrisiko auszugleichen, welches mit einem Impfstoff gegen einen neuen Erreger im Pandemiefall einhergehen kann (Risikoausgleich).

### Schäden aus Impffolgen
Soweit ein Impfschaden nicht anderweitig gedeckt wird, insbesondere durch eine Haftung des Herstellers, des Impfarztes im Wege der Arzthaftung oder über eine Versicherung, gewährt das Epidemiengesetz (EpG) in Art. 64 Entschädigung sowie in Art. 65 Genugtuung für Personen, die durch eine behördlich angeordnete oder behördlich empfohlene Impfung geschädigt wurden (sog. Ausfallhaftung). Die Genugtuung wird nach der Schwere der Beeinträchtigung bemessen und beträgt höchstens 70.000 Franken (Art. 65 Satz 2, 3 EpG). Zuständig ist das Eidgenössische Departement des Innern (EDI), das nach Anhörung der Eidgenössischen Kommission für Impffragen und des Kantons, in dem die Impfung erfolgt ist, entscheidet. Der Kanton muss die Kosten der Entschädigung oder Genugtuung neben dem Bund zumindest zur Hälfte mittragen (Art. 68 EpG).

## Europäische Union
Nach der EU-Produkthaftungsrichtlinie vom 25. Juli 1985 haftet der Hersteller eines Produkts für den Schaden, der durch einen Fehler dieses Produkts verursacht worden ist. Unionsbürger, die aufgrund eines Arzneimittels schwerwiegende Nebenwirkungen erleiden, können nach der in einzelstaatliches Recht der Mitgliedstaaten umgesetzten Richtlinie gegen den Hersteller auf Ersatz des Schadens klagen. Der Hersteller haftet nicht, wenn er beweist, dass der vorhandene Produktfehler nach dem Stand der Wissenschaft und Technik zu dem Zeitpunkt, zu dem er das betreffende Produkt in den Verkehr brachte, nicht erkannt werden konnte (Art. 7 lit. e der Produkthaftungsrichtlinie).
Daneben gibt es in elf Mitgliedstaaten nationale Regelungen für verschuldensunabhängige Entschädigungsleistungen an Geschädigte für Schäden aufgrund von Impfnebenwirkungen. Dazu gehören außer der Bundesrepublik Deutschland und Österreich auch Dänemark, Finnland, Frankreich, Ungarn, Island, Italien, Luxemburg, Norwegen, Lettland und Slowenien, darüber hinaus auch Russland, die Schweiz und das Vereinigte Königreich.
Nach den von der Europäischen Kommission mit den Herstellern der COVID-19-Impfstoffe im Rahmen der EU-Impfstoffstrategie geschlossenen Verträgen übernehmen zudem die Mitgliedstaaten einen Teil des finanziellen Risikos, das üblicherweise die Impfstoffhersteller tragen. Bürger, die durch einen der nach Maßgabe der abgeschlossenen Verträge gekauften COVID-19-Impfstoffe Nebenwirkungen erlitten haben, können zwar Schadenersatzansprüche gegen den Hersteller des Impfstoffs geltend machen. Nach einer erfolgreichen Klage muss jedoch der Mitgliedstaat den Geschädigten entschädigen und die Prozesskosten des Impfstoffherstellers tragen. Das ist in Deutschland der Bund.
Versorgung wegen eines Impfschadens gem. § 60 IfSG gewährt hingegen das Bundesland, in dem der Schaden verursacht worden ist (§ 66 Abs. 2 IfSG).
Die Europäische Arzneimittel-Agentur (EMA) führt in ihrer Datenbank Verdachtsfälle unerwünschter Wirkungen nach der Verabreichung der COVID-19-Impfstoffe auf einschließlich der als tödlich gemeldeten Fälle für bestimmte Reaktionsgruppen (z. B. Herzerkrankungen) und für bestimmte Reaktionen (z. B. Myokardinfarkt).

## Vereinigte Staaten von Amerika
Das Office of Special Masters of the U.S. Court of Federal Claims, der sogenannte „Vaccine Court“, übernimmt in den USA im Rahmen einer Gefährdungshaftung die finanzielle Entschädigung von Impfschäden, sofern eine Überprüfung des Antrags auf Entschädigung den behaupteten Zusammenhang zwischen Impfung und Schaden bestätigt. Das US-amerikanische National Vaccine Injury Compensation Program (VICP) besteht seit den 1980er-Jahren.
Im Jahr 2019 wurde im Rahmen dieses Programms an 653 Personen, die einen Impfschaden reklamierten, insgesamt rund 196 Millionen Dollar an Entschädigung gezahlt (durchschnittlich 259.000 Dollar pro Person). Die Entschädigung bedeutete nicht notwendigerweise, dass die Impfung kausal mit dem mutmaßlichen Schaden zu tun hatte – etwa 70 % der Zahlungen waren die Folge von verhandelten Übereinkünften. Bei diesen Fällen fand das Ministerium für Gesundheitspflege und Soziale Dienste der Vereinigten Staaten selbst keinen Beweis für einen ursächlichen Zusammenhang von Impfung und Impfschaden. Pro Jahr erhält im Durchschnitt eine Person eine solch hohe Entschädigung bei einer Million durchgeführter Impfungen.

### Deutschland
- Sicherheit von Impfungen. Robert Koch-Institut, 28. Juli 2017, abgerufen am 2. Februar 2020.
- Meldeformulare / Online Meldung. Paul-Ehrlich-Institut, 21. November 2019, abgerufen am 2. Februar 2020.

### Österreich
- Impfreaktion – Unerwünschte Nebenwirkungen. In: Öffentliche Gesundheitsportal Österreichs. Bundesministerium für Soziales, Gesundheit, Pflege und Konsumentenschutz, 29. Juli 2019, abgerufen am 2. Februar 2020 (österreichisches Deutsch).
- BGBl. Nr. 371/1973: Impfschadengesetz (Österreich) (PDF; 481 kB)
- Impfplan Österreich. Kapitel „Impfschaden“. In: Bundesministerium für soziale Sicherheit, Generationen und Konsumentenschutz. 21. September 2020, S. 132, abgerufen am 29. September 2020.

### Schweiz
- Entschädigung und Genugtuung bei Impfschäden. Bundesamt für Gesundheit, 28. August 2018, abgerufen am 2. Februar 2020 (Schweizer Hochdeutsch).